# 在越南最後的日子
《在越南最後的日子》（英語：Last Days in Vietnam）是一部2014年美國紀錄片，由羅伊·甘迺迪執導，講述了1975年越戰後期，美軍常風行動的始末。2014年1月17日於日舞影展首映，9月5日於美國上映。該片入圍第87屆奧斯卡金像獎最佳紀錄片。

## 外部連結
- 互联网电影数据库（IMDb）上《Last Days in Vietnam》的资料（英文）
- 爛番茄上《Last Days in Vietnam》的資料（英文）
- Metacritic上《Last Days in Vietnam》的資料（英文）